# 1695 Walbeck
1695 Walbeck là một tiểu hành tinh vành đai chính. Nó được đặt theo tên Finnish scientist Henrik Johan Walbeck.